# Eurycea guttolineata
Eurycea guttolineata é um anfíbio caudado da família Plethodontidae endémica dos Estados Unidos da América.